# Grevillea calcicola
Grevillea calcicola är en tvåhjärtbladig växtart som beskrevs av Edward George. Grevillea calcicola ingår i släktet Grevillea och familjen Proteaceae. Inga underarter finns listade i Catalogue of Life.